# Elena Di Cioccio
Elena Maria Ida Di Cioccio (Milano, 16 settembre 1974) è un'attrice, conduttrice televisiva e conduttrice radiofonica italiana.

## Biografia
Figlia di Franz Di Cioccio, cantante e batterista della PFM, e di Anita Ferrari, Elena, già da adolescente, inizia ad esibirsi come cantante rock nei club milanesi e milita in diversi gruppi, tra cui una band tributo ai Kiss, in cui interpreta il frontman Paul Stanley. Fino al 2000 di notte canta e di giorno lavora nell'organizzazione di eventi musicali dal vivo. Studia canto, recitazione, doppiaggio.
Nel 2001 inizia a lavorare come voce radiofonica nelle emittenti private Radio Lupo Solitario, Rock FM, Radio Parma, Radio Milano Uno e Radio Roma Uno. La radio e la musica resteranno per molti anni una parte importante delle sue attività. Nel tempo ha militato in diverse emittenti come RDS, Radio Deejay, Radio Capital e, allo stato attuale, Rai Radio 2. Debutta in televisione come VJ ed autrice sull'emittente musicale All Music con il programma I Love Rock n Roll, del quale resterà alla guida per quattro edizioni intervistando i grandi nomi della musica rock internazionale. Sua è anche la voce ufficiale del canale e voce narrante dei programmi documentaristici come Mono.
Nel 2005 inizia la sua collaborazione come inviata del programma di Mediaset Le Iene, dove si fa notare per il suo stile ironico e la sensibilità alternando servizi comici a servizi più impegnati. Nel 2008 torna per un breve periodo alla musica, partecipando al programma Scalo 76 su Rai 2 e resta in Rai alla conduzione di due edizioni del programma Stracult, con Fabio Caressa e Giampaolo Morelli. Nel 2009 le viene affidata la conduzione del programma Scorie su Rai 2. Nel 2010 inizia la sua collaborazione con LA7d, diventando il volto del programma dedicato al sesso La Mala EducaXXXion. Nel 2011 inizia a lavorare come attrice: è protagonista femminile nell'opera prima di Guido Pappadà Nauta e partecipa al pluripremiato cortometraggio Omero bello-di-nonna di Marco Chiarini. Nel 2012 è nel cast del film L'industriale di Giuliano Montaldo e nel 2013 in quello del film L'ultima ruota del carro di Giovanni Veronesi.
Prende parte al film di Max Croci Poli opposti del 2015. È poi protagonista del film Ci vorrebbe un miracolo di Davide Minnella. Sempre nel 2015 è protagonista della serie TV Squadra mobile in onda su Canale 5. Dall'11 settembre al 23 ottobre 2015 è concorrente del programma Tale e quale show, condotto da Carlo Conti su Rai 1. Nel 2017 partecipa come concorrente alla prima edizione di Celebrity MasterChef Italia in onda su Sky Uno: viene eliminata nella sesta puntata classificandosi al quinto posto. Nel 2021 prende parte alla serie Nudes diretta da Laura Luchetti e in onda su RaiPlay dal 20 aprile.
Anticipando l'uscita del libro autobiografico Cattivo sangue, pubblicato per Vallardi Editore nell'aprile 2023, in un'intervista andata in onda il 28 marzo precedente, al programma televisivo Le Iene, e in un'altra, andata in onda il successivo 8 aprile a Verissimo, rivela pubblicamente per la prima volta di essere sieropositiva dall'età di 28 anni. A Le Iene dichiara: « [...] ero stanca di dovermi sedere ogni volta davanti a qualcuno, a cena, davanti ad un caffè e trovare il coraggio di rivelarmi il mio segreto. Volevo dirlo a tutti insieme, una volta per tutti.». Sull'onda dell'uscita del libro sta inoltre preparando uno spettacolo teatrale, intitolato Finalmente libera, strutturato in stile monologo, in cui raccontare le proprie esperienze.

## Vita privata
Ha dichiarato di aver interrotto ogni rapporto con il padre Franz Di Cioccio, di cui dichiara nel suo libro Cattivo sangue, a proposito delle parole dure riservate alla figlia: "Non voglio parlarne, non voglio commentare sono anni che non ci parliamo, cosa voglia dire lui lo sa soltanto lui".

## Procedimenti giudiziari
Il 9 maggio 2022 è stato disposto per lei un processo con decreto di citazione in giudizio della Procura della Repubblica di Milano, con l'accusa di diffamazione verso l'ex portiere della nazionale Walter Zenga, a cui l'attrice aveva rivolto su Twitter una serie di commenti ingiuriosi. Il successivo 19 luglio l'attrice ha risarcito economicamente l'ex calciatore, estinguendo il reato per "intervenuta riparazione del danno" prima dell'inizio del dibattimento.

## Filmografia

### Cinema
- Nauta, regia di Guido Pappada, Massimo Andrei, Guido Pappadà (2010)
- Omero bello-di-nonna, regia di Marco Chiarini – cortometraggio (2011)
- L'industriale, regia di Giuliano Montaldo (2011)
- L'ultima ruota del carro, regia di Giovanni Veronesi (2013)
- Ci vorrebbe un miracolo, regia di Davide Minnella (2014)
- Poli opposti, regia di Max Croci (2015)
- Deathmate, regia di Luca Di Paolo – cortometraggio (2020)
- 40enni in salita, regia di Bindu De Stoppani (2021)
- Piove, regia di Paolo Strippoli (2022)
- Stabile, regia di Luca Di Paolo – cortometraggio (2022)
- Il cacio con le pere, regia di Luca Calvani (2023)
- Quando, regia di Walter Veltroni (2023)

### Televisione
- Undead Man, regia di Alessia Di Giovanni e Daniele Statella – film TV (2011)
- Squadra mobile – serie TV, 30 episodi (2015-2017)
- Nudes – serie TV, 4 episodi (2021)
- Signora Volpe – serie TV, episodi 2x01-2x02-2x03 (2024)
- Kostas – serie TV, 4 episodi (2024)

## Programmi televisivi (parziale)
- I Love Rock n Roll (All Music) - VJ
- Le Iene - talk show (Italia 1, 2005)
- Scalo 76 - varietà (Rai 2, 2008)
- Stracult - talk-show (Rai 3, 2008-2009) - conduttrice
- Quelli che il calcio - varietà (Rai 3, 2008-2009) - ospite
- Scorie - varietà (Rai 2, 2009) - conduttrice
- La Mala EducaXXXion - talk show (LA7d, 2011-2014) - conduttrice
- Tale e quale show - varietà (Rai 1, 2015) - concorrente
- Celebrity MasterChef Italia - talent show (Sky Uno, 2017) - concorrente

## Radio (parziale)
- Il momento migliore (Rai Radio 2, 2021-2022)
- Numeri due (Rai Radio 2, 2022-2024)
- Tutti nudi (Rai Radio 2, 2024)

## Libri
- Cattivo sangue, Milano, Vallardi Editore, 2023, ISBN 978-88-55057-80-6.